# Frankrijk op het Eurovisiesongfestival 2014

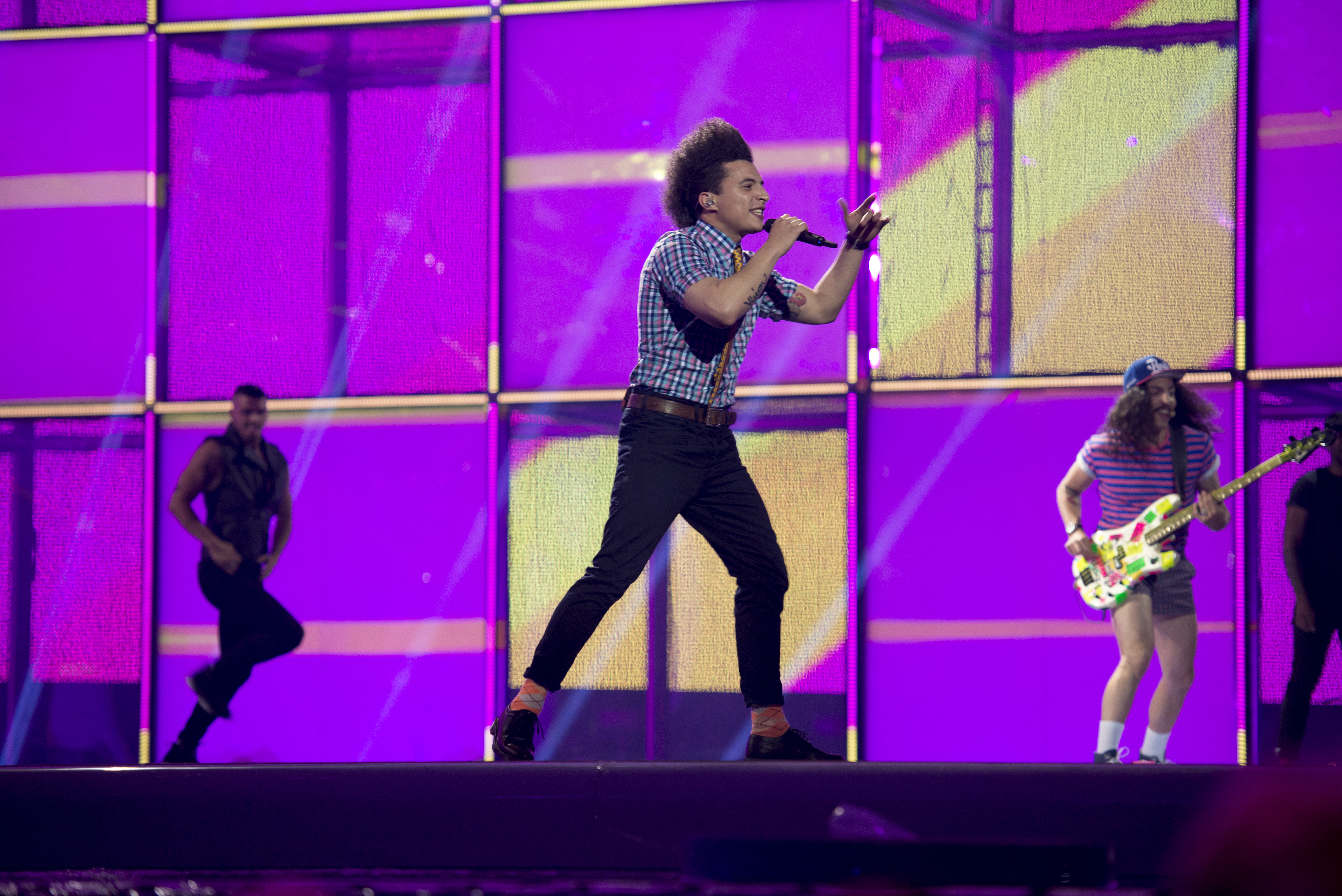
Twin Twin zorgde ervoor dat Frankrijk voor het eerst in de geschiedenis van het Eurovisiesongfestival op de laatste plaats eindigde

Frankrijk nam deel aan het Eurovisiesongfestival 2014 in Kopenhagen, Denemarken. Het was de 57ste deelname van het land op het Eurovisiesongfestival. France 3 was verantwoordelijk voor de Franse bijdrage voor de editie van 2014.

## Selectieprocedure
Op 5 november 2013 bevestigde France 3 dat Frankrijk ook in 2014 zou deelnemen aan het Eurovisiesongfestival. Sinds 2008 werden alle Franse inzendingen via interne selecties gekozen. In 2014 hanteerde Frankrijk voor het eerst in zeven jaar een nationale finale als selectiemethode. 
Geïnteresseerden kregen van begin oktober tot 24 november de tijd om een nummer in te zenden. De tekst moest grotendeels in het Frans gezongen worden. Uit het binnengekomen aanbod koos een selectiecomité op 26 november vervolgens drie nummers. Dit selectiecomité bestond uit vertegenwoordigers van France 3, France Bleu, de Franse muziekindustrie en één fan van het Eurovisiesongfestival die via een wedstrijd werd verkozen. Deze drie nummers werden op zondag 27 januari gepresenteerd aan het grote publiek in een speciale themauitzending van het programma Les Chansons d'Abord op France 3, gepresenteerd door Natasha Saint-Pier, die namens Frankrijk vierde eindigde op het Eurovisiesongfestival 2001, dat ook in Kopenhagen gehouden werd.
Na de uitzending kreeg het grote publiek vier weken de tijd, meer bepaald tot en met zondag 23 februari, om zijn stem uit te brengen. Daarna duurde het nog tot 2 maart vooraleer de Franse staatsomroep de uitslag bekendmaakte, wederom in Les Chansons d'Abord. Uiteindelijk bleek Twin Twin met Moustache de meeste stemmen vergaard te hebben.

## Nationale finale
26 januari 2014
| Volgorde | Artiest   | Lied       |
| -------- | --------- | ---------- |
| 1        | Destan    | Sans toi   |
| 2        | Joanna    | Ma liberté |
| 3        | Twin Twin | Moustache  |

## In Kopenhagen
Als lid van de vijf grote Eurovisielanden mocht Frankrijk rechtstreeks deelnemen aan de grote finale, op zaterdag 10 mei 2014. Wel stemde het land  mee in de eerste halve finale, op dinsdag 6 mei 2014. In de finale trad Twin Twin als veertiende van 26 acts aan, net na Sanna Nielsen uit Zweden en gevolgd door The Tolmachevy Twins uit Rusland. Aan het einde van de puntentelling stond Frankrijk op de 26ste en laatste plaats, met slechts 2 punten. Het was voor het eerst in de geschiedenis dat Frankrijk op de laatste plaats eindigde.
Na afloop van het Eurovisiesongfestival 2014 besliste France Télévisions om de verantwoordelijkheid over het Eurovisiesongfestival over te dragen van France 3 naar hoofdzender France 2, waar het festival eerder reeds werd uitgezonden tot 1998. De directie hoopte daarmee de interesse in het festival op te krikken in eigen land.
1956 · 1957 · 1958 · 1959 · 1960 · 1961 · 1962 · 1963 · 1964 · 1965 · 1966 · 1967 · 1968 · 1969 · 1970 · 1971 · 1972 · 1973 · 1974 · 1975 · 1976 · 1977 · 1978 · 1979 · 1980 · 1981 · 1982 · 1983 · 1984 · 1985 · 1986 · 1987 · 1988 · 1989 · 1990 · 1991 · 1992 · 1993 · 1994 · 1995 · 1996 · 1997 · 1998 · 1999 · 2000 · 2001 · 2002 · 2003 · 2004 · 2005 · 2006 · 2007 · 2008 · 2009 · 2010 · 2011 · 2012 · 2013 · 2014 · 2015 · 2016 · 2017 · 2018 · 2019 · 2020 · 2021 · 2022 · 2023 · 2024 · 2025
Albanië · Armenië · Azerbeidzjan · België · Denemarken · Duitsland · Estland · Finland · Frankrijk · Georgië · Griekenland · Hongarije · Ierland · IJsland · Israël · Italië · Letland · Litouwen · Macedonië · Malta · Moldavië · Montenegro · Nederland · Noorwegen · Oekraïne · Oostenrijk · Polen · Portugal · Roemenië · Rusland · San Marino · Slovenië · Spanje · Verenigd Koninkrijk · Wit-Rusland · Zweden · Zwitserland